# Гурьевск (Калининградская область)
Гу́рьевск, до 1946 года — Но́йхаузен, (нем. Neuhausen) — город в Российской Федерации, административный центр Гурьевского района (муниципального округа) Калининградской области.
Площадь 12 км². Население — 27 751 чел. (2023).
Город расположен в 7 км к северо-востоку от Калининграда и является городом-спутником.

## История
Прусско-немецкий период
К IX веку на землях, прилегающих к устью реки Преголи, появились поселения пруссов—сембов. На берегу одного из правых притоков Преголи пруссы построили дерево-земляное укрепленное городище Вургвал. В 1255 году городище было взято штурмом рыцарями-крестоносцами, которые устроили в нём свой временный опорный пункт и переименовали в Альте Вургвалл. 
История Нойхаузена началась с основания в 1262 году на северном берегу реки, впоследствии получившей имя Мюлен-Флюс (нем. Mühlen Fluss — Мельничная), рыцарского замка Нойхаузен. По договору о разделе прусских земель между Тевтонским орденом и церковью замок Нойхаузен принадлежал самбийскому соборному капитулу. Крепость-замок Нойхаузен в 1525 году стала резиденцией лютеранского епископа Георга фон Поленца. После его смерти замок Нойхаузен был подарен Анне Марии Брауншвейг — второй жене прусского герцога Альбрехта, и в 1553 году в замке родился Альбрехт Фридрих, сын герцога Альбрехта и Анны Марии. В конце XIV века в Нойхаузене появились две важные постройки — мельница у замкового пруда и кирха. Кирха сохранилась до наших дней, руины мельницы (результат попадания авиабомбы) и отреставрированный дом мельника находятся в частном владении. 
В XVII веке Нойхаузен становится охотничьим замком курфюрста Георга Вильгельма. Он сохранил своё назначение и при его сыне — «великом курфюрсте» Фридрихе Вильгельме.
В 1820 году в Нойхаузене было 43 дома, население составляло 329 человек. В конце XIX — начале XX веков на южном берегу Мельничной реки слева от тракта Кёнигсберг—Тильзит был построен новый район города Вилленоколь Нойхаузен Тиргартен (нем. Villenkol Neuhausen Tirgarten) четкой прямоугольной планировки с особняками и двухквартирными домами. Наличие старинного замка и прекрасного парка у Мельничного пруда стали базисом для создания на его территории зоны отдыха с рестораном, пивными барами и собственным зоопарком. В Нойхаузен из Кёнигсберга была проложена узкоколейная железная дорога, насыпь от которой сохранилась по сей день. Станция у замка называлась «Нойхаузен—Зоотиргартен», (зоопарк был открыт в Нойхаузене раньше, чем даже в Кёнигсберге). Железная дорога Кёнигсберг—Нойхаузен—Лабиау была построена в 1889 году. К этому времени площадь Нойхаузена составляла 528 гектаров. В 1935 году в Нойхаузене был открыт филиал института Беринга, здание сохранилось по сей день и даже владелец остался «профильный» — санитарно-эпидемиологическая станция. В том же году на поле к западу от исторической части города было начато строительство военного аэродрома, законченное через два года. Население Нойхаузена в 1939 году составляло 4198 человек.
Советский период
В ходе Второй мировой войны, 28 января 1945 года Нойхаузен был взят 192-й стрелковой дивизией под командованием полковника Л. Г. Басанца. 7 апреля этого же года был образован Кёнигсбергский район с центром в Нойхаузене, а 7 сентября 1946 года город был переименован в честь Героя Советского Союза генерал-майора Степана Савельевича Гурьева (1902—1945), погибшего при штурме Пиллау. Гурьевск стал центром одноимённого района Калининградской области. Река Мюлен-Флюс была переименована в Гурьевку. 21 мая 1946 года было восстановлено железнодорожное сообщение Кёнигсберг—Нойхаузен—Тильзит. В 1947 году открылись Дом культуры и кинотеатр «Аврора», вышел первый номер районной газеты.
С 1953 году райцентр был переведён в посёлок Исаково, а в начале 1960 года райцентр был снова переведён в Гурьевск. 9 апреля 1961 года был открыт памятник Степану Савельевичу Гурьеву.
Новый импульс развитию города дало строительство в 70-е годы Гурьевской птицефабрики. В 1972 году были построены первые два жилых пятиэтажных дома.
Российский период
С миграцией населения из бывших советских республик, начиная с конца 80-х годов, связана новая волна роста численности жителей и экономического роста Гурьевска. Стимулировала этот процесс близость к областному центру. Появились новые предприятия и район новостроек. В 1993 году в восстановленной кирхе начались службы первого в Калининградской области прихода Новоапостольской церкви. В том же году в Гурьевске был зарегистрирован приход Русской Православной Церкви Московской Патриархии, в 1999 году началось строительство православного храма «Вознесения Господня». 30 мая 1997 года был утверждён герб Гурьевска. В 2006 году Гурьевск стал центром муниципального образования «Гурьевский городской округ».

## География
Через город протекает река Гурьевка (нем. Mühlen Fluss — река Мельничная) (в повседневной речи реку называют Портянкой), по течению которой выше и ниже города находятся два пруда, созданных плотинами. В прошлом на реке было много мельничных прудов.

## Население
| 1959    | 1970    | 1979    | 1989    | 1996    | 1998    | 2000    | 2001    | 2002    | 2005    |
| ------- | ------- | ------- | ------- | ------- | ------- | ------- | ------- | ------- | ------- |
| 2393    | ↗3568   | ↗5910   | ↗7934   | ↗9000   | ↗9400   | ↗9800   | ↗10 000 | ↗10 913 | ↗11 200 |
| 2006    | 2007    | 2008    | 2009    | 2010    | 2011    | 2012    | 2013    | 2014    | 2015    |
| ↘11 100 | ↗11 300 | ↗11 500 | ↗11 745 | ↗12 431 | ↘12 400 | ↗12 711 | ↗13 078 | ↗13 628 | ↗14 195 |
| 2016    | 2017    | 2018    | 2019    | 2020    | 2021    | 2023    |         |         |         |
| ↗15 007 | ↗16 311 | ↗17 295 | ↗18 317 | ↗19 314 | ↗26 760 | ↗27 751 |         |         |         |

На 1 января 2025 года по численности населения город находился на 507-м месте из 1124 городов Российской Федерации.
Наблюдается бурный рост населения города, наиболее значительный рост произошёл в последние десятилетия. Согласно переписи 1989 года, в Гурьевске проживало 7934 человек, в том числе 3650 мужчин и 4284 женщины, а по переписи 2002 года проживало 10 913 человек, в том числе 5111 мужчин и 5802 женщины.
Национальный состав
По переписи 2010 года:
русские — 88,3 %
белорусы — 3,1 %
украинцы — 3,0 % 
немцы — 1,4 %
татары — 0,7 %
армяне — 0,6 %
литовцы — 0,5 %
поляки — 0,5 %
остальные — 1,9 %
По итогам переписи населения 2020 года проживали следующие национальности (национальности менее 0,1 % и другое, см. в сноске к строке «Другие»):
| Национальность | Численность, чел. | Доля     |
| -------------- | ----------------- | -------- |
| Русские        | 20 978            | 78,39 %  |
| Украинцы       | 223               | 0,83 %   |
| Немцы          | 169               | 0,63 %   |
| Белорусы       | 168               | 0,63 %   |
| Армяне         | 109               | 0,41 %   |
| Татары         | 107               | 0,40 %   |
| Азербайджанцы  | 42                | 0,16 %   |
| Узбеки         | 39                | 0,15 %   |
| Корейцы        | 31                | 0,12 %   |
| Другие         | 4894              | 18,28 %  |
| Итого          | 26 760            | 100,00 % |

## Климат
Климат города ― переходный к морскому. Зима короче и мягче, а лето прохладнее, чем в материковых районах. За год выпадает достаточно большое количество осадков. Погода относительно ветреная. Наиболее тёплый месяц — июль. Весна длительная, март и апрель обычно прохладные, а май тёплый.
- Среднегодовая температура — +7,6 C°
- Среднегодовая скорость ветра — 2,6 м/с
- Среднегодовая влажность воздуха — 79 %

| Показатель                    | Янв.  | Фев.  | Март  | Апр. | Май  | Июнь | Июль | Авг. | Сен. | Окт.  | Нояб. | Дек.  | Год   |
| ----------------------------- | ----- | ----- | ----- | ---- | ---- | ---- | ---- | ---- | ---- | ----- | ----- | ----- | ----- |
| Абсолютный максимум, °C       | 12,7  | 15,6  | 23,0  | 27,9 | 30,6 | 33,5 | 36,3 | 36,5 | 31,2 | 26,4  | 19,4  | 13,3  | 36,5  |
| Средний суточный максимум, °C | 0,4   | 1,2   | 5,4   | 11,4 | 17,6 | 20,5 | 22,1 | 22,0 | 17,0 | 11,8  | 5,4   | 2,1   | 11,5  |
| Средняя температура, °C       | −1,9  | −1,4  | 1,7   | 6,6  | 12,1 | 15,4 | 17,4 | 17,1 | 12,7 | 8,2   | 3,1   | −0,1  | 7,6   |
| Средний суточный минимум, °C  | −4,3  | −3,9  | −1,3  | 2,6  | 7,0  | 10,8 | 13,0 | 12,6 | 9,0  | 5,1   | 0,9   | −2,4  | 4,1   |
| Абсолютный минимум, °C        | −32,5 | −33,3 | −21,7 | −5,6 | −3,1 | 0,7  | 4,5  | 1,6  | −2   | −11,2 | −18,7 | −25,6 | −33,3 |
| Норма осадков, мм             | 62    | 46    | 45    | 40   | 51   | 78   | 74   | 84   | 83   | 85    | 78    | 78    | 84    |
| Источник: Погода и климат     |       |       |       |      |      |      |      |      |      |       |       |       |       |

## Экономика
В советское время Гурьевск специализировался на производстве и обработке сельскохозяйственной продукции. В городе создано множество предприятий, специализирующихся на производстве строительных материалов и деталей, работ по мелиорации и орошению земель, строительных и монтажно-наладочных работ, производству и переработке сельскохозяйственной продукции. Основные предприятия города: птицефабрика, вступившая в строй 16 августа 1974 года, ООО «Гурьевск — Агро», которое является крупнейшим производителем зерна в Гурьевском городском округе, ООО «ПМК-3 Гурьевская», ООО «Строитель ПМК-25», ООО «Строитель», Автотор-Машстрой, мебельная фабрика, производственное предприятие «Светлый дом». Электроснабжением занимается структурная единица Западных электрических сетей ОАО «Янтарьэнерго» Гурьевский район электрических сетей (РЭС), получающий напряжение с центров питания 330/110/15 кВ ПС «Центральная-330», 110/15 кВ О-24 «Гурьевск», О-27 «Муромское» и О-47 «Борисово». В устье реки Гурьевка (район мотеля «Балтика») находится малая гидростанция — Заозёрная ГЭС, введённая в строй в 1994 году. Её мощность — 0,04 МВт.

## Социальная сфера
Учреждения образования
- Детско-юношеский центр города

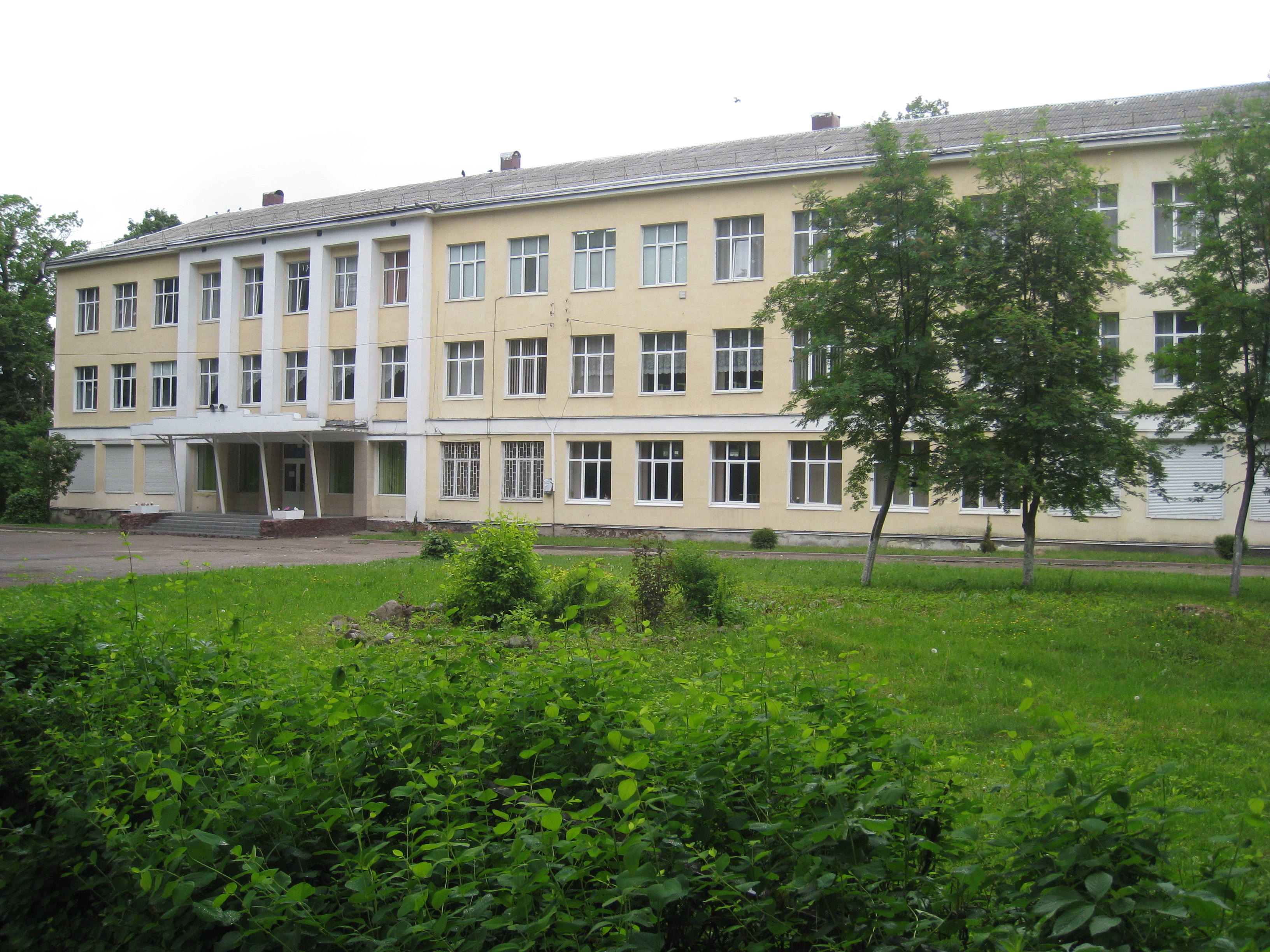
Школа

- Средняя общеобразовательная школа № 1[30]
- МБОУ «Классическая школа» города Гурьевска[31]
- МБОУ Гимназия города Гурьевска[32]
- Колледж строительства и профессиональных технологий.[33] Был открыт 2 октября 1979 года как училище подготовки механизаторов, затем ПТУ-19, затем ГАУ КО «Колледж предпринимательства»

Учреждения культуры

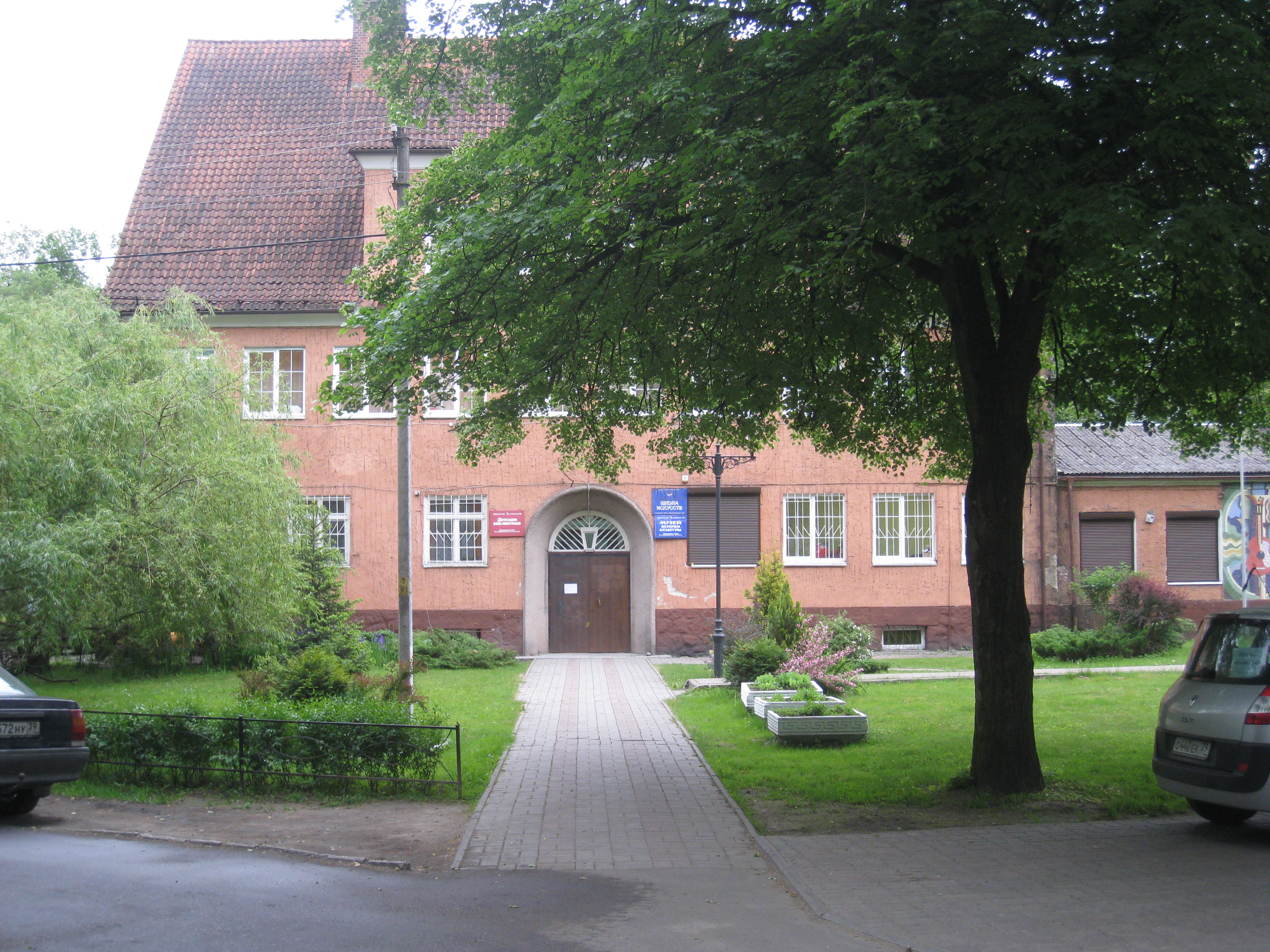
Детская школа искусств

- МБОУ ДОД «Детско-юношеская спортивная школа»
- Детская школа искусств. Калининградское шоссе, 2. Год основания: 1967.
- Музей истории и культуры Гурьевского городского округа. Калининградское шоссе, 6.[34].
- Военно-исторический музей МБОУ гимназии г. Гурьевска. Садовая ул., 19[35][значимость факта?].
- Гурьевская районная библиотека. Калининградское шоссе, 1.
- Гурьевский районный Дом культуры. Калининградское шоссе, 1.

Здравоохранение

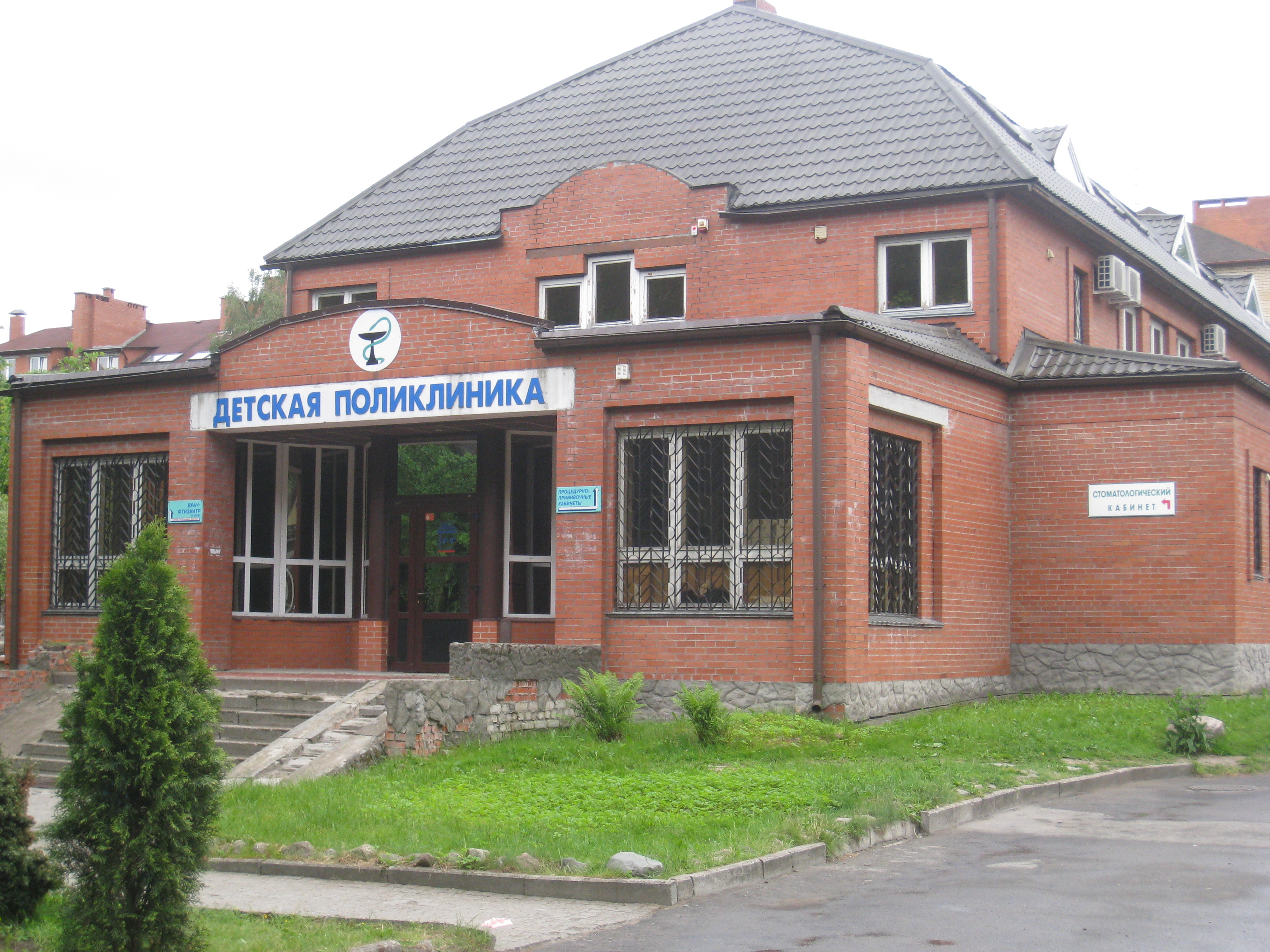
Детская поликлиника

- Центральная Гурьевская районная больница. Калининградское шоссе, 31.
- Амбулаторно-поликлиническое отделение. Калининградское шоссе, 5.
- Амбулаторно-поликлиническое отделение по охране материнства и детства. Ул. Ленина, 11А.
- Филиал ФГУЗ «Центр гигиены и эпидемиологии в Калининградской области в г. Гурьевске». Калининградское шоссе, 13.
- Гурьевская ветеринарная станция. Парковая ул., 9.

## Архитектура и достопримечательности

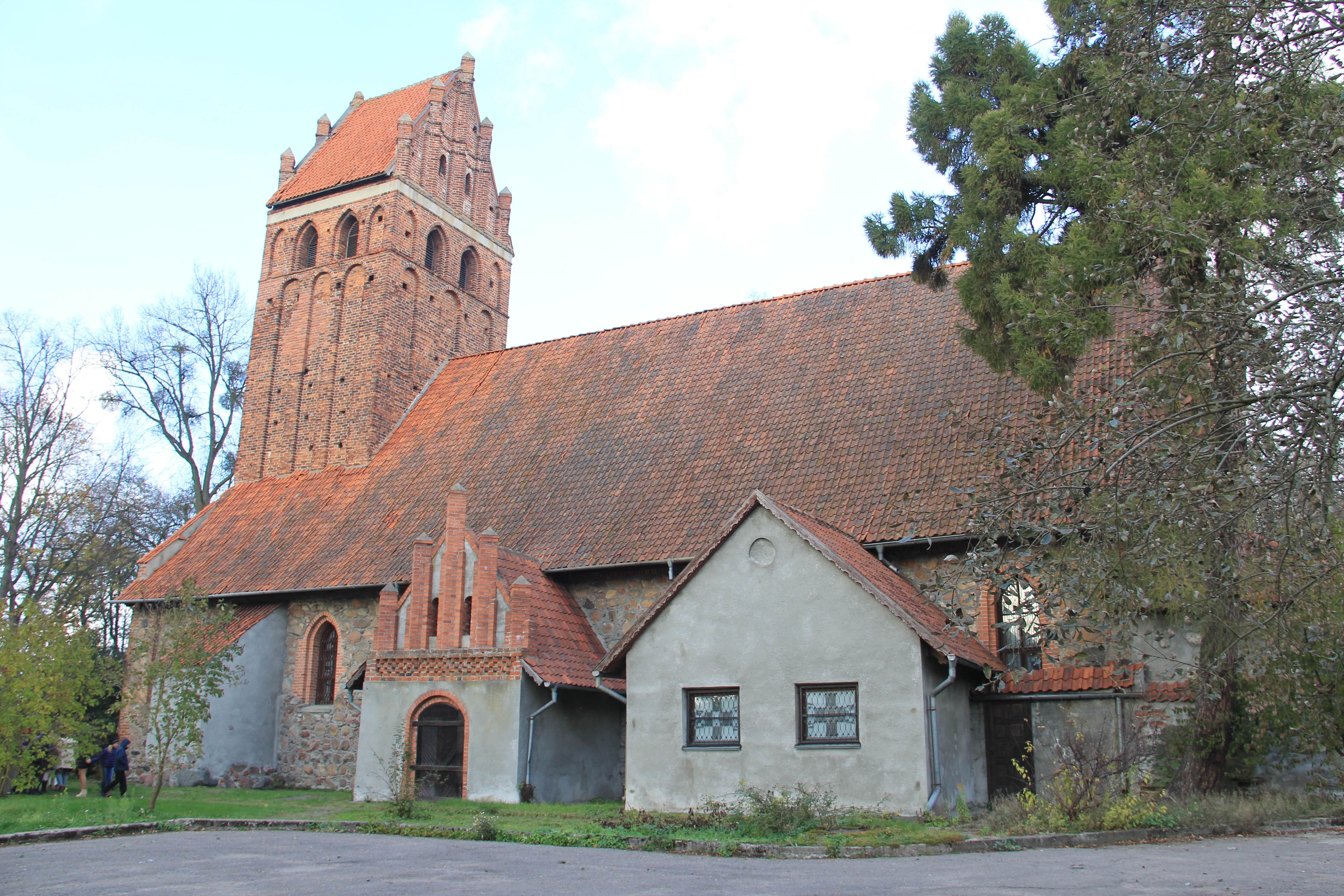
Кирха Нойхаузена - здание Новоапостольской церкови

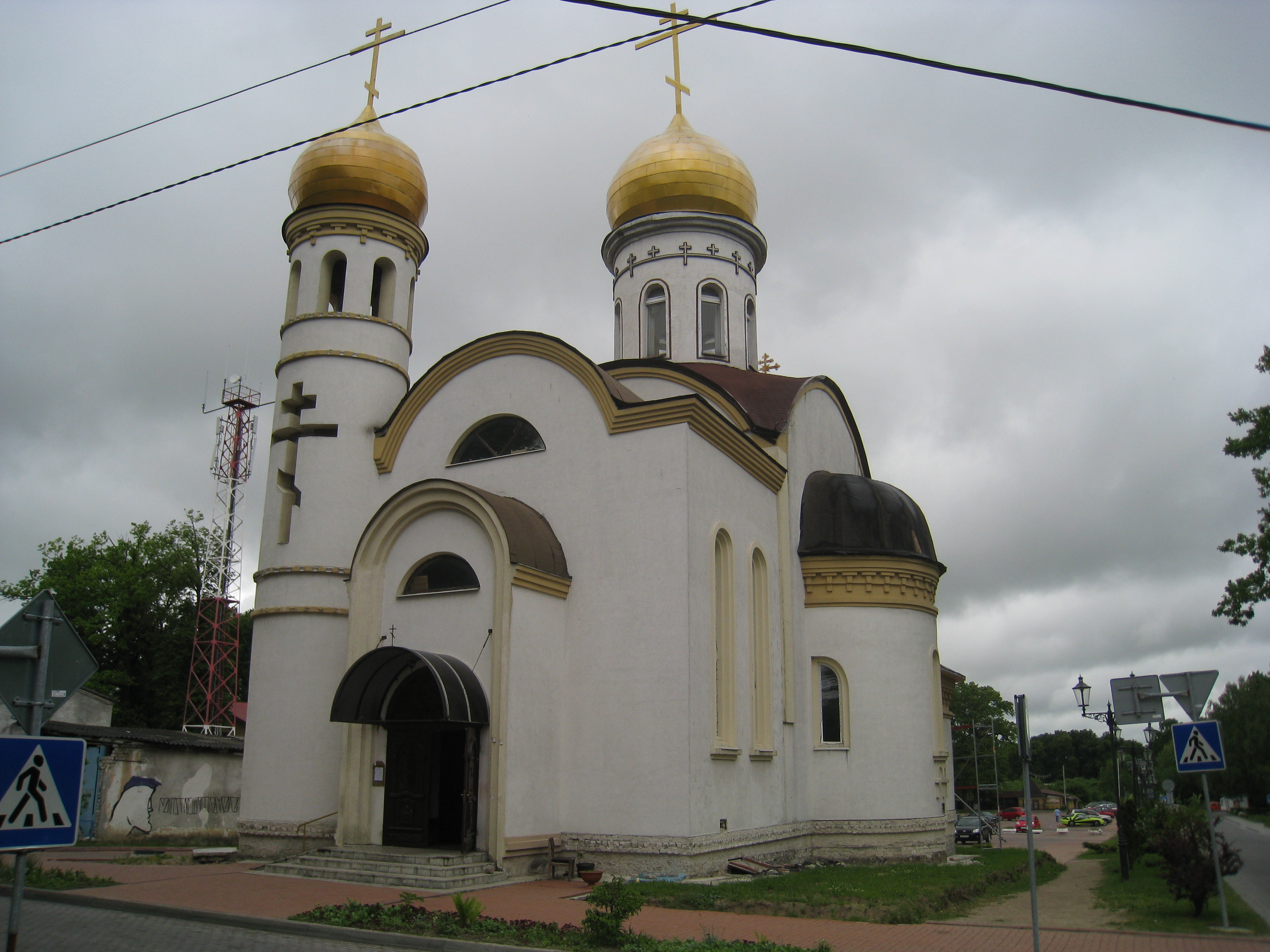
Храм Вознесения Господня

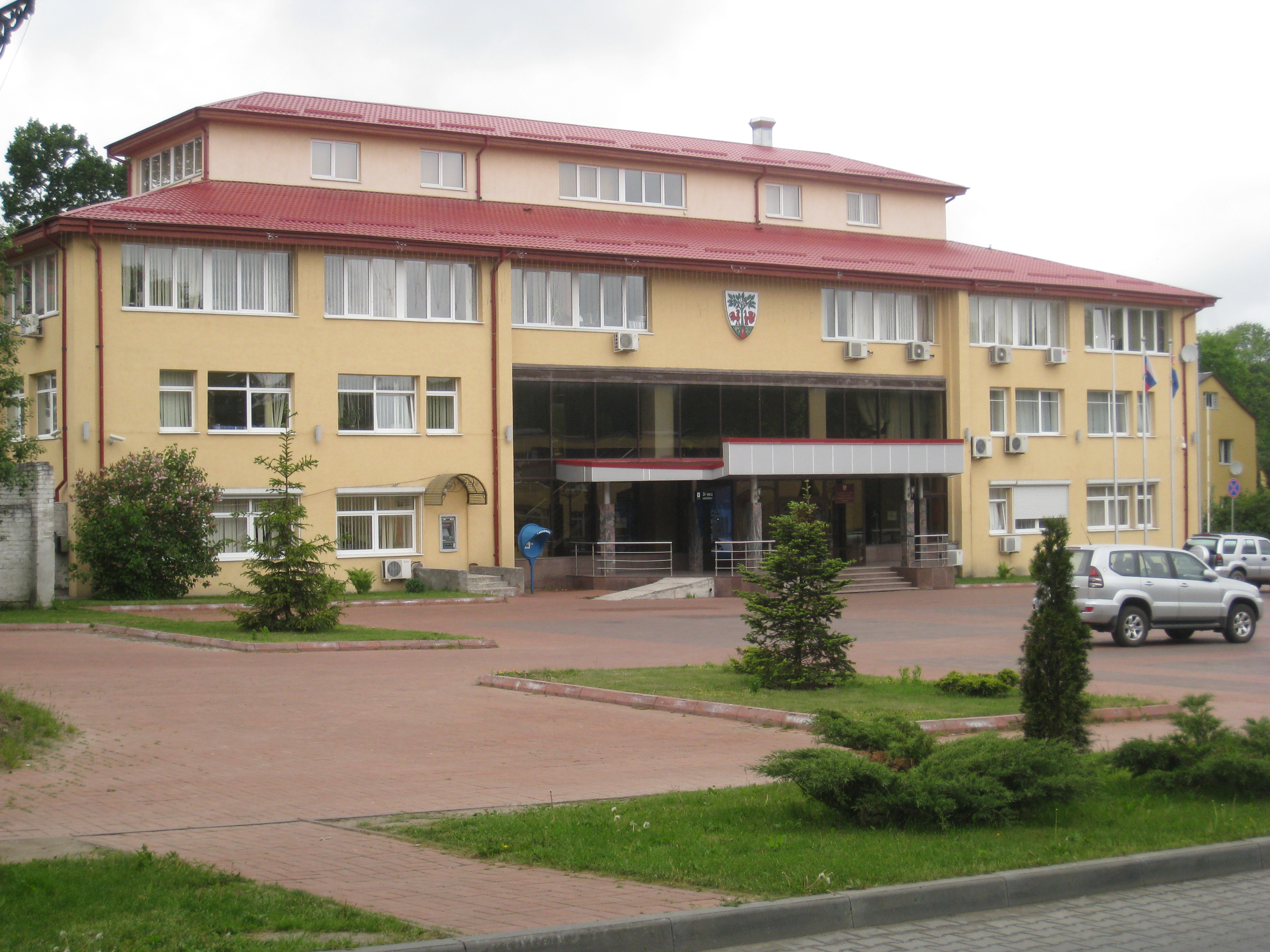
Здание администрации

В городе полностью сохранились улицы с двухэтажными домами старой немецкой постройки, также построены микрорайоны современных домов, в том числе м/р «Новый» в районе мельницы (в просторечии «Санта-Барбара») и м/р «Ясный». 
- Замок Нойхаузен постройки конца XIII века, отреставрирован в первой четверти XXI века.
- На территории бывшей зоны отдыха авиабазы в пойме Гурьевки сохранился и использовался до конца 80-х годов XX века открытый плавательный бассейн немецкой постройки, в настоящий момент находится в заброшенном состоянии.
- Кирха Нойхаузен 1292 года постройки, восстановлена на средства Новоапостольской Церкви
- На юго-восточной окраине города, в парке за замком Нойхаузен, сохранились остатки городища пруссов Бургваль X—XIII веков в виде валов и рвов[36].
- 9 мая 1981 года в городе Гурьевске был открыт мемориал павшим советским воинам на месте братской могилы.
- Храм Вознесения Господня был заложен в 1999 году, освящён в 2005 году.
- В городе есть парковые зоны. Парк вдоль Калининградского шоссе был благоустроен.

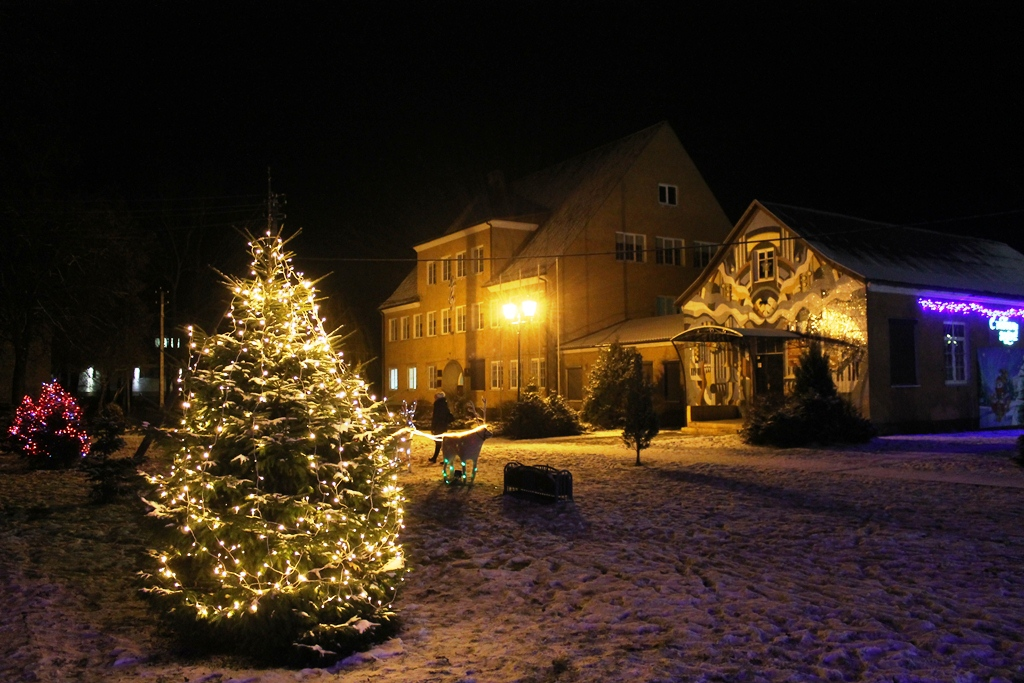
Школа искусств
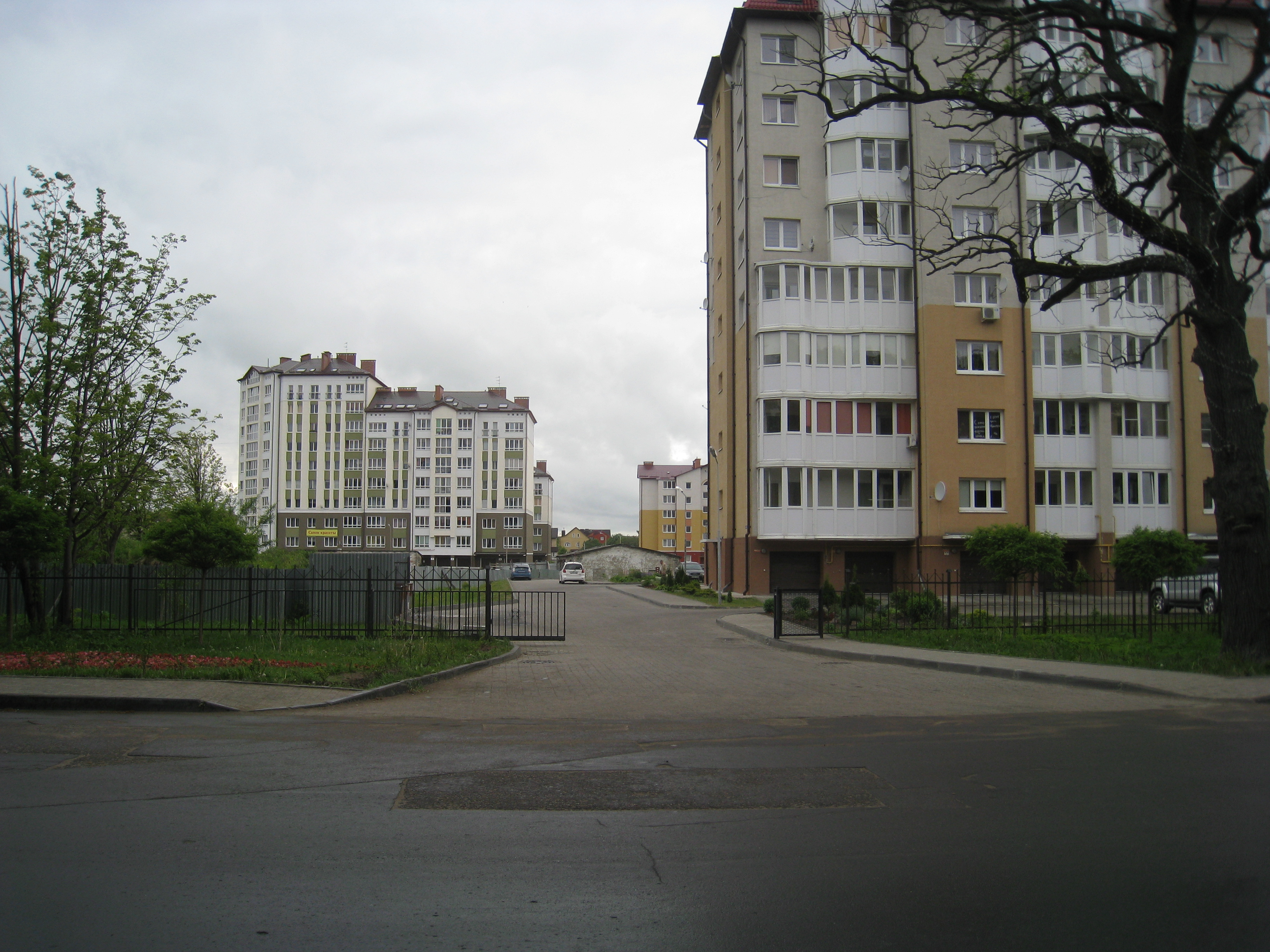
Микрорайон Ясный
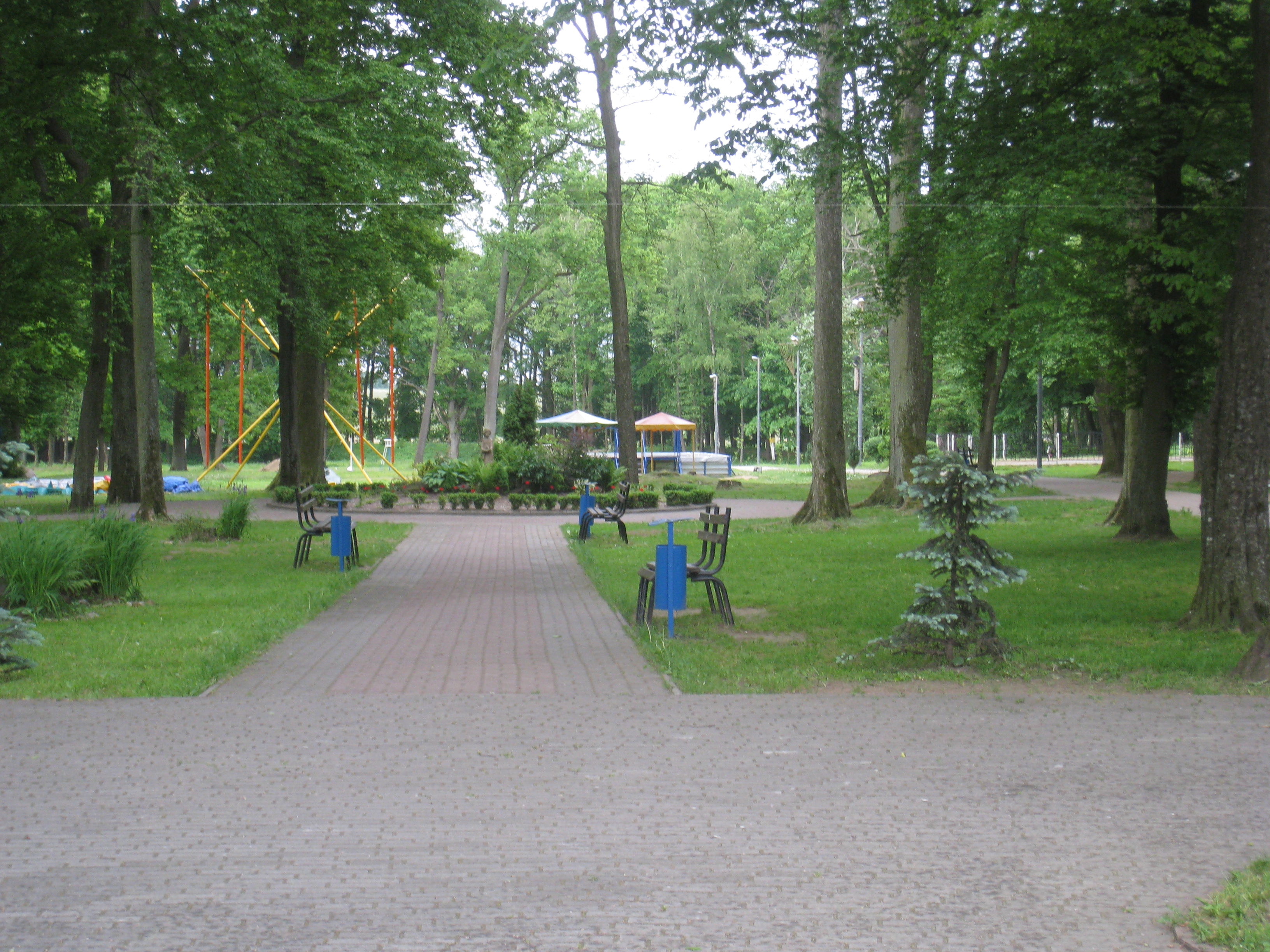
Парк
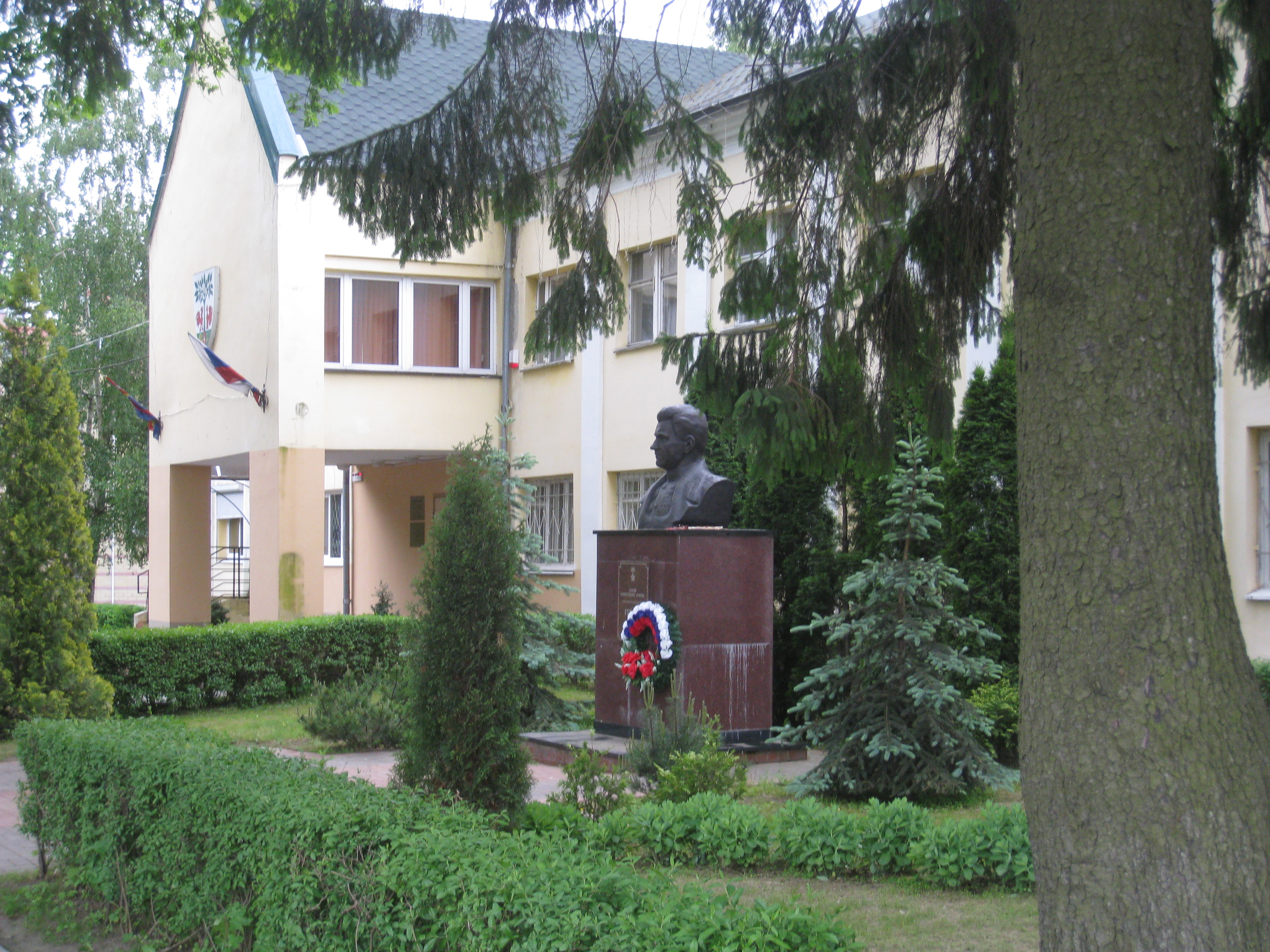
Бюст С. С. Гурьева

В парке города Гурьевска сохранился дуб, посаженый пруссами.

## Органы власти
Глава района с марта 2009 года — Сергей Подольский

## Транспорт
За бывшим аэродромом расположена железнодорожная станция Гурьевск-Новый Калининградской железной дороги. Эта станция относится к железнодорожной линии Калининград — Советск и долгое время являлась единственной станцией города. В настоящее время построена ещё одна станция — Гурьевск-Центральный.
Однако большинство жителей предпочитают добираться до областного центра на автобусах и автомобилях. Гурьевск связан автобусным сообщением с посёлками Луговое, Зеленополье, Константиновка, Заливное, Храброво, Черемхово, Яблоневка, Красное и городом Полесск.
Через город проходит шоссе Калининград — Советск. Из Калининграда (район Северной Горы) в Гурьевск существовала дорога, проходившая вдоль полотна железной дороги. Её участок в городской черте имеет асфальтовое покрытие. Ныне строится новая дорога из Калининграда в Гурьевск, её участок от Большой Окружной пройдёт вдоль полотна железной дороги.

## Города-побратимы
- Олецко, Польша
- Щучин, Беларусь
- Дельбрюк, Германия
- Гурьевск, Кемеровская область, Россия

- Лида, Беларусь[38]

## Известные жители Гурьевска
- Мартин Келер (1835—1912), протестантский теолог.
- Егоров Дмитрий, военный историк, автор монографии «Июнь 1941. Разгром Западного фронта» (Москва, 2008), которая была удостоена спец. премии Российской государственной библиотеки «Лучшая книга года 2009».